# Young Blood (EP Bea Miller)
Young Blood è il primo EP della cantante statunitense Bea Miller, pubblicato nel 2014.
| Recensione | Giudizio |
| ---------- | -------- |
| AllMusic   | [ 1 ]    |

## Tracce
1. Young Blood – 3:39 (Bea Miller, Mike Del Rio, Matt Parad, Phoebe Ryan) – Mike Del Rio
2. Enemy Fire – 3:51 (busbee, Meghan Kabir) – busbee
3. Fire n Gold – 3:31 (Nolan Sipe, Freddy Wexler, Jarrad Rogers) – Jarrad Rogers
4. Dracula – 2:52 (Miller, Skyler Stonestreet, Kara DioGuardi, CJ Baran) – CJ Baran

## Classifiche settimanali
| Classifica (2014) | Posizione massima |
| ----------------- | ----------------- |
| Stati Uniti       | 64                |